# ميخائيل فابرو
ميخائيل فابرو (بالإيطالية: Michael Fabbro)‏ هو لاعب كرة قدم إيطالي في مركز الهجوم، ولد في 10 مايو 1996 في سان دانييل ديل فريولي في إيطاليا. لعب مع كييفو فيرونا ونادي بيزا ونادي سيينا.

## وصلات خارجية
- ميخائيل فابرو على موقع قاعدة بيانات كرة القدم.إي يو (الإنجليزية)
- ميخائيل فابرو على موقع Soccerway.com (الإنجليزية)
- ميخائيل فابرو على موقع عالم كرة القدم.نت (الإنجليزية)